# Teirio (holme)
Teirio är en holme i Kiribati.   Den ligger i örådet Butaritari och ögruppen Gilbertöarna, i den norra delen av landet, 210 km norr om huvudstaden Tarawa. Teirio ligger 4 meter över havet.